# Vladimir Nemoljaev
Vladimir Nemoljaev (russisk: Влади́мир Ви́кторович Немоля́ев) (født 29. juli 1902 i Moskva i det Russiske Kejserrige, død 21. maj 1987 i Moskva i Sovjetunionen) var en sovjetisk filminstruktør og manuskriptforfatter.

## Filmografi
- Doctor Ajbolit (Доктор Айболит, 1938)[2][3]
- Glædelig flyvning (Счастливый рейс, 1949)